# 理性與感性 (短片)
《理性與感性》（英語：Inner Workings）是一部於2016年上映的美國動畫短片，由松田李歐執導，華特迪士尼動畫工作室與華特迪士尼影業出品。該片講述一位上班族保羅（Paul）的故事。他的大腦每天都會保護保羅免於危險（有時是過度保護），導致保羅無法去做許多他想做的事。
該片的靈感源於導演松田李歐幼時在大英百科全書中看到的人體透視圖，以及他日裔巴西人的身分帶來的狀況。《理性與感性》於2016年11月23日與迪士尼的動畫長片《海洋奇緣》一起在美國上映，作為後者的加映短片。此外，該片還曾在安錫國際動畫影展和渥太華國際動畫節上放映。《理性與感性》所獲評價多為正面，並榮獲第22屆帝國獎最佳短片獎。

## 劇情
該片的劇情圍繞著1980年代美國加利福尼亞州的一位上班族保羅（Paul）展開。每個上班日的早晨，保羅的大腦都會一一喚醒他的器官，如心臟、肺、胃、膀胱和腎臟。一天，保羅醒來後去洗澡，心臟聽見了一旁廣播播的音樂，便控制保羅在浴室裡跳舞。大腦擔心此舉可能會引發一連串意外而導致保羅喪命，便阻止了心臟。在上班的途中，心臟想吃頓豐盛的早餐、在沙灘上玩耍和向美女買太陽眼鏡，但大腦為了讓保羅準時上班，且杞人憂天地擔心這些行為都可能讓保羅喪命而不允許，甚至奪走了心臟的控制權。
到了公司，保羅開始和其他幾十位同事反覆地將數據輸進電腦。大腦察覺了保羅的生活是多麼的無趣，這樣下去他便會哀傷孤獨地死去。午餐休息時間，大腦將控制權還給了心臟，讓心臟帶著保羅去做早上它想做的所有事。之後，保羅繼續工作，只是不再死氣沉沉。他開始開心且手舞足蹈地工作，歡樂的氣氛也影響到旁邊的同事甚至老闆，最後大家都跳起了舞來。片尾，保羅跟著同事們一起從事其他有趣的活動，並與賣太陽眼鏡的美女共組家庭。

## 配音員
- 塔克·吉摩爾（Tucker Gilmore）[2]

- 雷蒙·S·波西（英语：Raymond S. Persi）[4]

## 製作

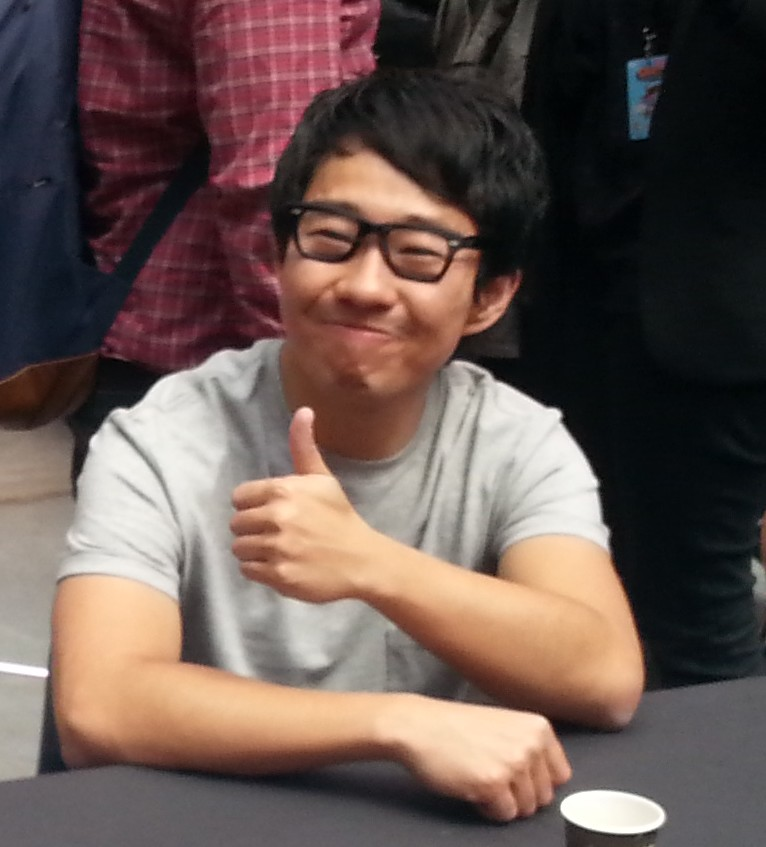
《理性與感性》由松田李歐（Leo Matsuda）執導。照片攝於2016年。

2016年4月底，華特迪士尼動畫工作室宣布，他們拍了一部名為《理性與感性》（Inner Workings）的動畫短片。該片由《無敵破壞王》（2012年）及《大英雄天團》（2014年）的故事藝術師松田李歐執導，西恩·羅利監製。松田李歐表示，該片的靈感最早源自於他幼時在大英百科全書中看到的人體透視圖，當時他想著「這些器官到底是如何分工合作的呢？」這個問題從小時候就一直困擾著他。據松田李歐的說法，他日裔巴西人的身分也帶給了他靈感。這個身分讓他有很日本的一面（講邏輯、守紀律），也有很巴西的一面（愛熱鬧），兩種個性時常在拉扯。
《理性與感性》結合手繪2D動畫和3D電腦動畫，使用了迪士尼曾用在拍《紙上談情》（2012年）及《美味盛宴》（2014年）的2D軟體「曲流」（Meander）。該片的配樂由路德維格·葛蘭森譜寫。由海慕樂團演出的主題曲《加州瘋子》（California Loco）於2016年12月16日在Amazon.com上發布。

## 上映與反響
該片於2016年11月23日與《海洋奇緣》一起在美國上映，作為後者的加映短片。2017年6月17日，《理性與感性》在安錫國際動畫影展上展出。此外，電影亦曾在渥太華國際動畫節上放映。該片收穫了許多好評。網站《歡笑之地》（Laughing Place）的艾力克斯·里夫（Alex Reif）給予《理性與感性》4.5分（滿分5分）的好評。該片入圍第89屆奧斯卡金像獎最佳動畫短片獎選拔的第一階段，但最終並未擠進最終入圍名單。《理性與感性》在第22屆帝國獎頒獎典禮上榮獲最佳短片獎。該片收錄在《海洋奇緣》的家庭媒體（含DVD和藍光光碟等）中。

## 外部連結
- 互联网电影数据库（IMDb）上《理性與感性》的资料（英文）
- 爛番茄上《理性與感性》的資料（英文）